# Tommy Lee Sparta
Leroy Russell Junior (Montego Bay, 4 de noviembre de 1987) conocido por su nombre artístico Tommy Lee Sparta, es un cantante jamaiquino. Tommy Lee Sparta ganó popularidad como miembro de Adidjahiem Records y de Portmore Empire, asociado bajo el liderazgo de Vybz Kartel. Ha sido una figura polémica en dancehall debido a su estilo autodenominado Gothic Dancehall.

## Primeros años
Mientras estudiaba en Anchovy High School, en Flankers, fue muy motivado por sus amigos de allí a seguir una carrera profesional en la música. Grabó su primera canción, «Spartan History», en los estudios Snnipa, en Flankers. Grabó canciones como «Sparta Out At Night», «Mama Mi Love You», «Father Save Them Soul», «Still Live On» y el hit con el que se dio definitivamente a conocer, «Warn Dem».
En el videojuego Grand Theft Auto V, puede oírse la canción «Psycho» de Tommy Lee Sparta.

## Discografía
- 2012: Psycho (Tad's Record Inc)
- 2012: Grim Reaper (UIM Records)
- 2013: Save Dem Soul (Da Wiz Records)
- 2012: Some Bwoy (Young Vibez Production)
- 2013: Spartan Soulja (UIM Records)
- 2013: Uncle Demon EP[3]

### LP
2013: Uncle Demon - LP (Guzu Musiq)